# Rex Whistler
Reginald John « Rex » Whistler (24 juin 1905-18 juillet 1944) est un artiste britannique, qui a peint des peintures murales et des portraits de société, et conçu des costumes de théâtre. Il est tué au combat en Normandie pendant la Seconde Guerre mondiale. Whistler est le frère du poète et artiste Laurence Whistler.

## Biographie
Reginald John Whistler est né en Grande-Bretagne le 24 juin 1905, à Eltham, dans le Kent (qui fait maintenant partie du Borough royal de Greenwich), fils de l'architecte et agent immobilier Henry Whistler et de Helen Frances Mary, la fille du révérend. Charles Slegg Ward, vicaire de Wootton St Lawrence, et par sa mère une descendante de l'orfèvre Paul Storr (en) ,.

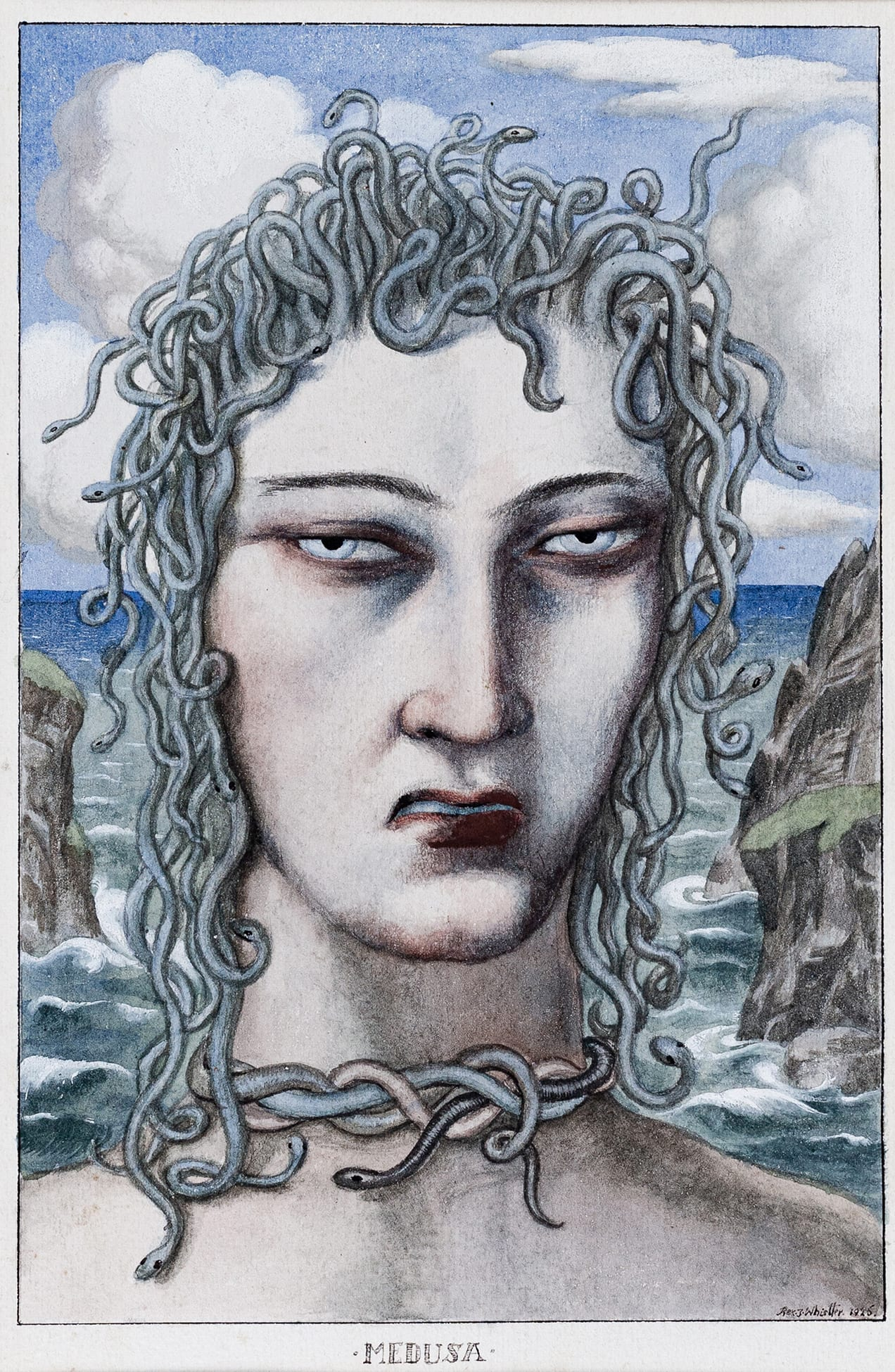
Méduse (1926), encre et aquarelle

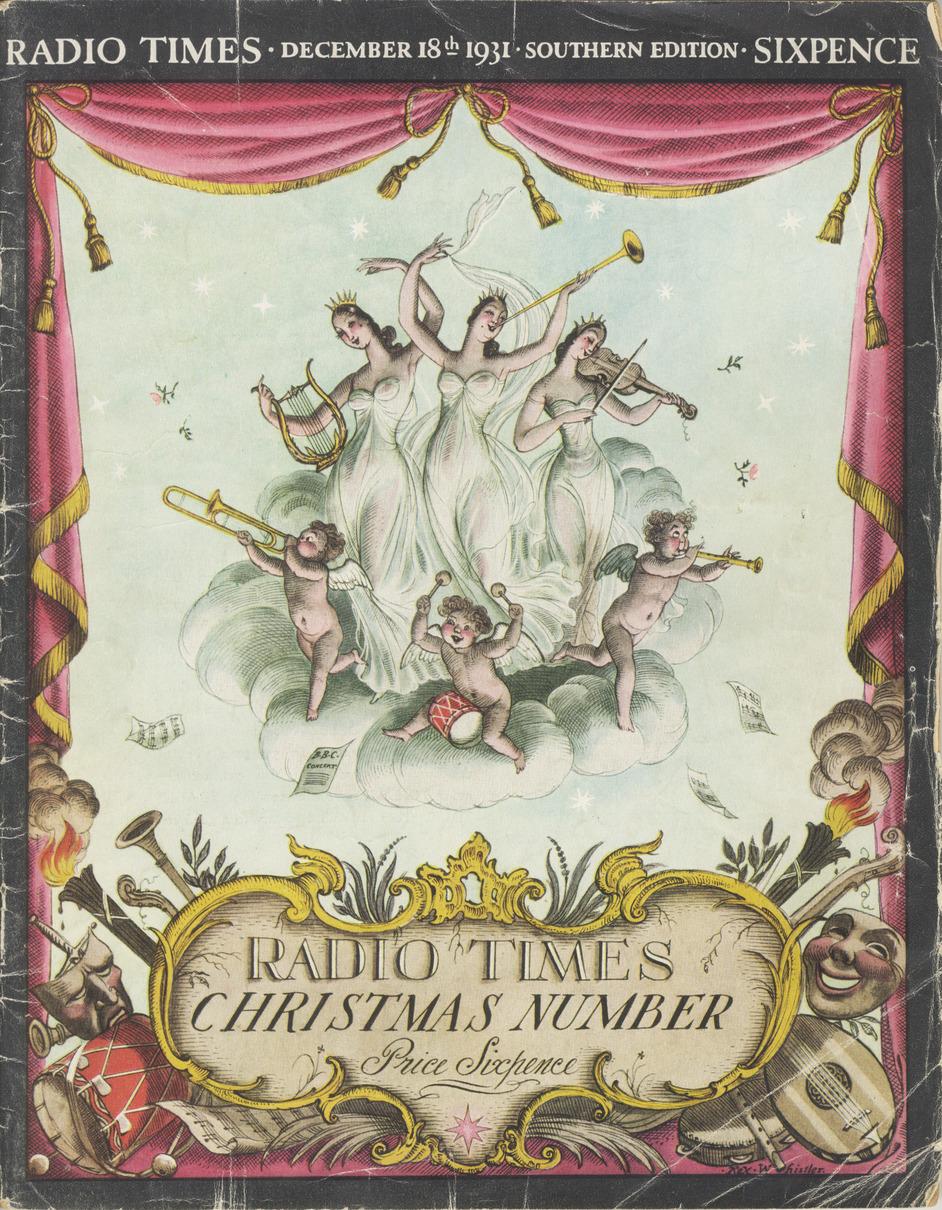
Couverture de l'édition de Noël 1931 de Radio Times

Son travail le plus connu au début de sa carrière est pour le café de la Tate Gallery  achevé en 1927 alors qu'il n'a que 22 ans. Il est chargé de produire des affiches et des illustrations pour Shell et le Radio Times. Il crée également des dessins pour la porcelaine Wedgwood basés sur des dessins qu'il a faits du village de Clovelly dans le Devon, et des costumes « d'après Hogarth » pour la première production du ballet The Wise Virgins de William Walton, produit par la Sadler's Wells Company en 1940 .
L'élégance et l'esprit de Whistler assurent son succès en tant que portraitiste parmi les gens à la mode; il peint de nombreux membres de la société londonienne, dont Edith Sitwell, Cecil Beaton et d'autres membres de l'ensemble auquel il appartient et qui est connu sous le nom de "Bright Young Things". Ses peintures murales pour l'appartement de luxe de 30 pièces d'Edwina Mountbatten à Brook House, Park Lane, Londres sont ensuite installées par le gendre des Mountbatten, le décorateur David Hicks (en), dans ses propres maisons.

## Seconde Guerre mondiale

Autoportrait en uniforme des gardes gallois (1940).

Lorsque la guerre éclate, alors qu'il a 35 ans, Whistler a hâte de rejoindre l'armée. Il est nommé sous-lieutenant dans les gardes gallois en juin 1940. Il sert dans la division blindée des gardes .
Pendant la guerre, il est l'officier funéraire de son régiment, et ses soldats deviennent quelque peu méfiants à l'égard des 20 croix qu'il portait sur son char. Il estime que ce n'était pas parce qu'il était en guerre qu'il ne pouvait pas peindre, et il porte donc également un seau suspendu sur le côté de son réservoir pour ses pinceaux .

### Décès
Whistler aurait prédit sa propre mort. Quelques jours avant d'être tué, il fait remarquer à un ami qu'il voulait être enterré là où il était tombé, pas dans un cimetière militaire. La veille de sa mort, un collègue officier nommé Francis Portal s'approche de lui et ils parlent pendant un moment. Avant qu'ils ne se séparent, Portal fait remarquer: « Alors nous nous reverrons probablement demain soir. » Avec nostalgie, Whistler répond: « Je l'espère. »  Il est tué le 18 juillet 1944, après avoir quitté son char pour aller au secours d'autres hommes de son unité, tués par un obus de mortier . Son corps repose maintenant dans la section III, rangée F, tombe 22 du cimetière de guerre de Banneville-la-Campagne, situé à 10 kilomètres à l'est de Caen . Apparemment, le journal The Times a reçu plus de lettres sur la mort de Whistler que pour toute autre victime de guerre .

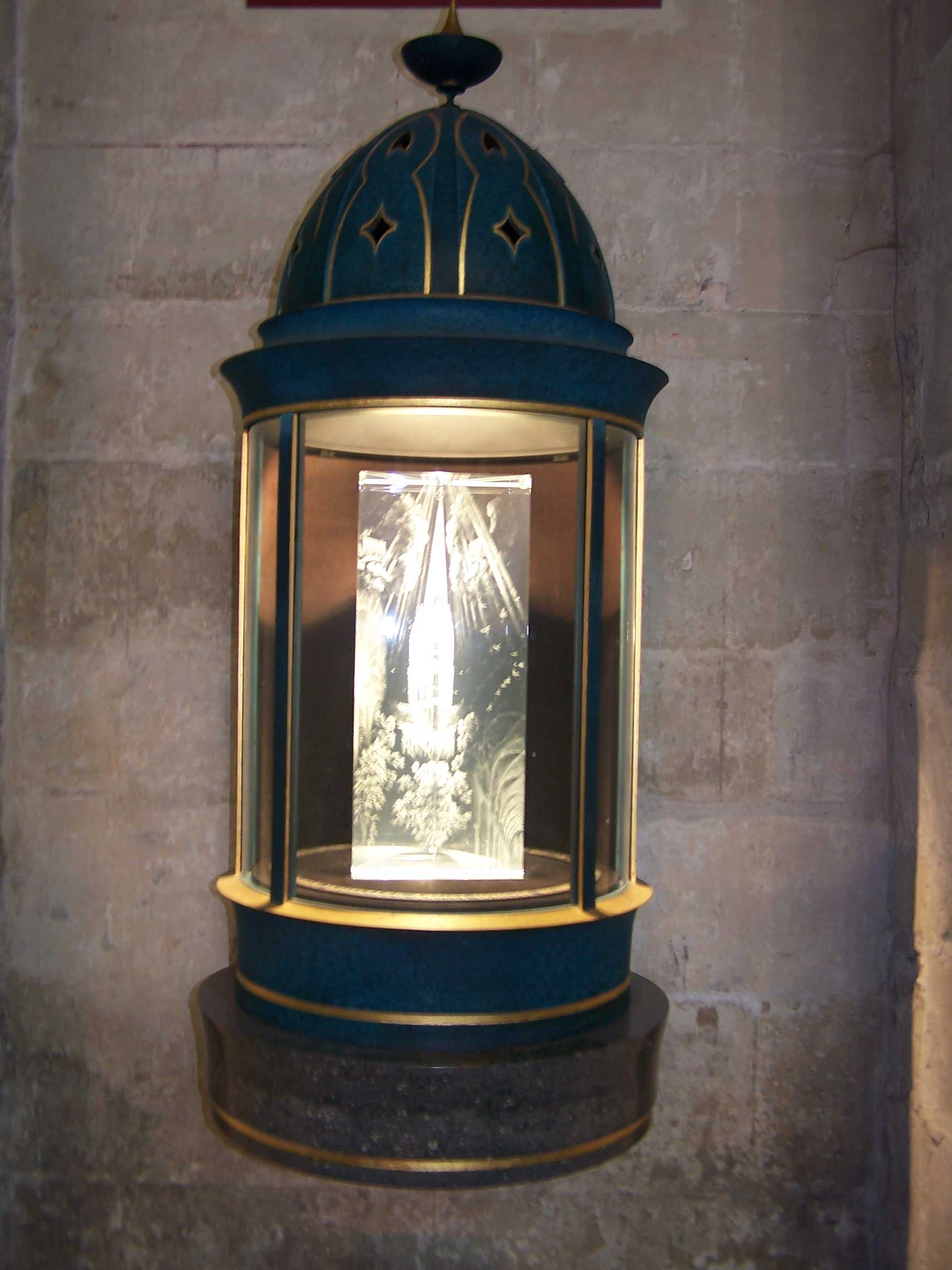
Le prisme Rex à la cathédrale de Salisbury

Une gravure sur verre commémorative de son frère, Laurence Whistler (le prisme Rex) est placée à la chapelle du matin de la cathédrale de Salisbury. Laurence a également écrit une biographie de son frère Le rire et l'urne (1985) .
La mort de Whistler est mentionnée dans une lettre à Alec Guinness, dans Sir John Gielgud - A Life in Letters, édité par Richard Mangan (Arcade Publishing 2004), p. 75. Gielgud note que « la mort de Whistler est une tragédie majeure », ajoutant qu' il voulait « prouver » que les artistes peuvent être durs « et hélas, il l'a fait - mais le monde est grandement plus pauvre pour son sacrifice ».

## Œuvres
- An Anthology of Mine (publié à titre posthume), Londres: Hamish Hamilton (1981)
- Autoportrait en uniforme des gardes gallois, huile sur toile (mai 1940)
- OHO !, dessin réversible avec mots de Laurence Whistler. Londres: John Lane, The Bodley Head (1946)
- " Capriccio " dans la salle à manger de Plas Newydd, la maison historique du marquis d'Anglesey dans le nord du Pays de Galles qui fait maintenant partie du National Trust (1938)
- L'Expédition à la poursuite des viandes rares, peinture murale. Londres: Tate Britain (commandé en 1927). La peinture murale est devenue controversée en raison de sa représentation de l'esclavage et des personnages chinois stéréotypés[9].
- Ave Silvae Dornii, Dorneywood House, Buckinghamshire, fait maintenant partie du National Trust. Ce grand tableau (198,1 x 205,7 cm) est positionné pour donner l'impression que vous regardez directement à travers la maison dans le jardin lorsque vous entrez par la porte d'entrée. Il a été commandé par le 1er baron Courtauld-Thomson (1928)[10].